# Mordellistena praesagita
Mordellistena praesagita är en skalbaggsart som beskrevs av Kangas 1988. Mordellistena praesagita ingår i släktet Mordellistena, och familjen tornbaggar. Arten är reproducerande i Sverige.